# フェルディナンド・ミュンツ
フェルディナント・ミュンツ（Ferdinand Münz、1888年 - 1969年）は、オーストリアの化学者であり、1935年にIGファルベンで、EDTA（エチレンジアミン四酢酸）を初めて合成した人物。

## 解説
彼は、この化合物をドイツでは匿名で、アメリカ合衆国では自分の名前で特許を取得した。
この発明の目的は、ドイツ政府が海外からの化学製品の輸入に依存することを減らすために、クエン酸の代替品を製造することだった。
ミュンツは、アミノカルボン酸がキレート剤としてクエン酸よりもはるかに優れていることに気付き、さらに優れたキレート剤としてポリアミノポリカルボン酸が効果的であると考えた。

## Note
1. ^ Matteo Paolieri, Ferdinand Münz: EDTA and 40 years of inventions, in Bulletin for the History of Chemistry, vol. 42, n. 2, American Chemical Society, 2017, pp. 133-140.
2. Richard Leroy Myers, The 100 Most Important Chemical Compounds : A Reference Guide, Greenwood Press, 2007, p. 125, ISBN 9780313337581
3. Ferdinand Münz, Polyamino carboxylic acids and process of making same, US2130505, United States Patent Office